# Скрут кривої
У диференціальній геометрії, скрут кривої (англ. torsion of a curve) — це кількісна міра відхилення кривої від стичної площини. Таким чином, скрут вказує наскільки крива відрізняється від форми плоскої кривої.
Для плоскої кривої скрут дорівнює нулю. Коли скрут кривої є мірою відхилення від площини, то кривина кривої є мірою відхилення від прямої.

## Визначення
Нехай {\displaystyle P} — довільна точка регулярної кривої {\displaystyle \gamma }, {\displaystyle Q} — точка кривої, що близька до {\displaystyle P}. Позначимо через {\displaystyle \Delta \alpha } кут між стичними площинами кривої в точках {\displaystyle P} та {\displaystyle Q}, а через {\displaystyle \Delta s} — довжину дуги {\displaystyle PQ} кривої. Тоді {\displaystyle \lim _{Q\to P}{\frac {\Delta \alpha }{\Delta s}}}, якщо він існує, називається абсолютним скрутом кривої {\displaystyle \gamma } в точці {\displaystyle P} і позначається через {\displaystyle |k_{2}|}.

## Геометричний зміст абсолютного скруту й знака скруту
Абсолютний скрут кривої в точці {\displaystyle P} дорівнює кутовій швидкості обертання бінормалі кривої навколо точки {\displaystyle Q}, тобто {\displaystyle |k_{2}|=\lim _{\Delta s\to 0}{\frac {\Delta \alpha }{\Delta s}},} де {\displaystyle \Delta \alpha } — кут повороту бінормалі, що відповідає приросту довжини дуги {\displaystyle \Delta s}. Скрут буде додатнім (від'ємним), якщо при спостереженні з кінця вектора швидкості вектор бінормалі при русі точки по кривій обертається проти (по) годинникової стрілки.
Нехай {\displaystyle \gamma } — регулярна крива класу {\displaystyle C^{3}}. Тоді в кожній точці кривої, в якій кривина {\displaystyle k_{1}\neq 0}, визначений абсолютний скрут {\displaystyle |k_{2}|}. Якщо {\displaystyle {\bar {r}}={\bar {r}}(s)} — натуральна параметризація кривої, то 
```

  

    

      

        

          
|

        

        

          
k

          

            
2

          

        

        

          
|

        

        
=

        

          
|

        

        

          

            

              

                
β

                
¯

              

            

          

          

            
s

          

          
′

        

        

          
|

        

        
=

        

          

            

              

                
|

              

              
(

              

                

                  

                    

                      
r

                      
¯

                    

                  

                

                

                  
s

                

                
′

              

              
,

              

                

                  

                    

                      
r

                      
¯

                    

                  

                

                

                  
s

                

                
″

              

              
,

              

                

                  

                    

                      
r

                      
¯

                    

                  

                

                

                  
s

                

                
‴

              

              
)

              

                
|

              

            

            

              
k

              

                
1

              

              

                
2

              

            

          

        

      

    

    
{\displaystyle |k_{2}|=|{\bar {\beta }}'_{s}|={\frac {|({\bar {r}}'_{s},{\bar {r}}''_{s},{\bar {r}}'''_{s})|}{k_{1}^{2}}}}

  

, 
```

де {\displaystyle {\bar {\beta }}(s)} — вектор-функція одиничних бінормалей кривої {\displaystyle \gamma }.

Доведення. Розглянемо властивості вектора {\displaystyle {\bar {\beta }}}:
1. {\displaystyle {\bar {\beta }}'\bot {\bar {\beta }}}, бо {\displaystyle {\bar {\beta }}} — одиничний вектор, отже {\displaystyle {\bar {\beta }}^{2}=const}, {\displaystyle 2{\bar {\beta }}{\bar {\beta }}'=0};
2. {\displaystyle {\bar {\beta }}'\bot {\bar {\tau }}} (оскільки {\displaystyle {\bar {\beta }}=[{\bar {\tau }},{\bar {\nu }}]}, з першої формули Френе: {\displaystyle {\frac {d{\bar {\tau }}}{ds}}=k_{1}{\bar {\nu }}} і {\displaystyle {\frac {d{\bar {\beta }}}{ds}}=[{\frac {d{\bar {\tau }}}{ds}},{\bar {\nu }}]+[{\bar {\tau }},{\frac {d{\bar {\nu }}}{ds}}]=[{\bar {\tau }},{\bar {\nu }}']}); Тут {\displaystyle {\bar {\tau }},{\bar {\nu }}} познадають відповідно одиничні дотичний і нормальний вектори, {\displaystyle k_{1}}— кривину кривої у відповідній точці.
3. {\displaystyle {\frac {d{\bar {\beta }}}{ds}}=-k_{2}{\bar {\nu }}} (третя формула Френе).

Таким чином, {\displaystyle |k_{2}|={\frac {|{d{\bar {\beta }}}|}{|ds|}}}.
Знайдемо тепер {\displaystyle {\frac {|{d{\bar {\beta }}}|}{|ds|}}}, {\displaystyle {\bar {\beta }}'=-k_{2}{\bar {\nu }}}, {\displaystyle {\bar {\beta }}'\cdot {\bar {\nu }}=-k_{2}{\bar {\nu }}^{2}} або {\displaystyle k_{2}={\bar {\beta }}'\cdot {\nu }^{2}}.
Враховуючи властивість 2 та першу формулу Френе і розглядаючи кривину {\displaystyle k} як функцію {\displaystyle s}, маємо:
{\displaystyle k_{2}=[{\bar {\tau }},{\bar {\nu }}']\cdot {\bar {\nu }}=-[{\bar {r}}',({\frac {1}{k_{1}}}{\bar {r}}'')']\cdot {\frac {1}{k_{1}}}{\bar {r}}''=-{\frac {1}{k_{1}^{3}}}[{\bar {r}}',{\bar {r}}'''k_{1}-{\bar {r}}''k_{1}']{\bar {r}}''={\frac {1}{k_{1}^{3}}}([{\bar {r}}',{\bar {r}}'']k_{1}'{\bar {r}}''-[{\bar {r}}',{\bar {r}}''']{\bar {r}}''k_{1})={\frac {({\bar {r}}',{\bar {r}}'',{\bar {r}}''')}{k_{1}^{2}}}}.
Отже, {\displaystyle |k_{2}|={\frac {|({\bar {r}}'_{s},{\bar {r}}''_{s},{\bar {r}}'''_{s})|}{k_{1}^{2}}}}

### Скрут кривої в довільній параметризації
Нехай {\displaystyle {\bar {r}}={\bar {r}}(t)} — регулярна параметризація кривої {\displaystyle \gamma }, {\displaystyle {\bar {r}}\in \mathbb {C} ^{3}}.
Тоді, {\displaystyle |k_{2}|={\frac {|({\bar {r}}'_{t},{\bar {r}}''_{t},{\bar {r}}'''_{t})|}{[{\bar {r}}'_{t},{\bar {r}}''_{t}]^{2}}}} — абсолютний скрут в довільній параметризації.
Для {\displaystyle F(x,y,z)=0} скрут кривої обчислюється за формулою:
{\displaystyle |k_{2}|={\frac {x'''(y'z''-y''z')+y'''(x''z'-x'z'')+z'''(x'y''-x''y')}{(y'z''-y''z')^{2}+(x''z'-x'z'')^{2}+(x'y''-x''y')^{2}}}}.

### Зауваження
Якщо скрут кривої дорівнює нулю {\displaystyle |k_{2}|=0}, то крива плоска.

## Приклад
Обчислимо скрут гвинтової лінії: {\displaystyle {\begin{cases}x(t)=a\cdot \cos t,\\y(t)=a\cdot \sin t,\\z(t)=b\cdot t,\end{cases}}}.
Оскільки
{\displaystyle {\bar {r}}'_{t}=(-a\cdot \sin t,a\cdot \cos t,b);}
{\displaystyle {\bar {r}}''_{t}=(-a\cdot \cos t,-a\cdot \sin t,0);}
{\displaystyle {\bar {r}}'''_{t}=(a\cdot \sin t,-a\cdot \cos t,0),}
то
{\displaystyle <{\bar {r}}',{\bar {r}}'>=a^{2}+b^{2},}
{\displaystyle <{\bar {r}}'',{\bar {r}}''>=a^{2},}
{\displaystyle <{\bar {r}}',{\bar {r}}''>=0;}
{\displaystyle [{\bar {r}}',{\bar {r}}'']^{2}={\bar {r}}'^{2}{\bar {r}}''^{2}-<{\bar {r}}',{\bar {r}}''>^{2}=(a^{2}+b^{2})a^{2};}
{\displaystyle ({\bar {r}}',{\bar {r}}'',{\bar {r}}''')=ba^{2}.}
Тоді
{\displaystyle k_{2}=-{\frac {b}{a^{2}+b^{2}}}.}